# チョ・ジヌン
チョ・ジヌン（朝: 조진웅、1976年3月3日 - ）は、韓国の俳優。釜山広域市出身。身長185cm。SARAMエンターテインメント所属。

## 略歴
慶星大学校演劇映画学科卒業。2004年、映画『マルチュク青春通り』に出演し、俳優デビュー。その後も、『高地戦』、『悪いやつら』、『ファイ 悪魔に育てられた少年』、『群盗』、韓国映画観客動員数歴代1位の『バトル・オーシャン 海上決戦』など、名バイプレーヤーとして数々の映像作品に出演。
2014年に公開された映画『最後まで行く』にパク・チャンミン役で出演し、第51回百想芸術大賞映画部門最優秀演技賞、第35回青龍映画賞助演男優賞を獲得した。
2016年放送のtvNドラマ『シグナル』での演技で、第1回アジア・アーティスト・アワードドラマ部門およびtvN10アワード演技部門で大賞を受賞。
2018年には、映画『暗殺』（2015年公開）ならびに第69回カンヌ国際映画祭ノミネート作品『お嬢さん』（2016年公開）への出演が評価され、アカデミー賞を主催する米映画芸術科学アカデミー（AMPAS）の会員に選出された。また、同年に公開された主演映画『毒戦 BELIEVER』が、上半期で国内唯一の観客動員数500万人を突破した。
「チョ・ジヌン」という芸名は実父の氏名から。

## 出演

### 映画
- マルチュク青春通り（2004年） - 野生馬の連中 役[1]
- マイ・ブラザー（2004年） - トシク 役
- Hello Stranger（2006年） - ヨンギル 役
- 美しき野獣（2006年） - 九龍組組織員 役
- 卑劣な街（2006年） - ヨンピル 役
- 強敵（2006年） - 新米刑事 役
- 暴力サークル（2006年） - チョ・ヒョンギュ 役
- 最後の贈り物（2008年） - ペク・インチョル 役
- 最高のパートナー（2008年） - チャン・ヨンチョル 役
- GP506（2008年） - 炊事兵 役
- スペア（2008年） - 密売業者 役 ※声優
- 霜花店 運命、その愛（2008年） - テ・アンゴン 役 ※友情出演
- 甘いウソ（2008年） - チョン・ハンサン 役
- 釜山（2009年） - ハン・サング 役
- 国家代表!?（2009年） - 放送解説者 役 ※友情出演
- 飛べ、ペンギン（2009年） - エピソード2 ハン・チャンス 役
- 살생유희（2010年） - 毒蛇 役
- 裸足の夢（2010年） - チェ・イムス 役 ※友情出演
- ベストセラー（2010年） - チャンシク 役
- グローブ（2011年） - チャルス 役
- 高地戦（2011年） - ユ・ジェホ 役
- パーフェクト・ゲーム（2011年） - キム・ヨンチョル 役
- 悪いやつら（2012年） - キム・パンホ 役
- ミリオネア・オン・ザ・ラン（2012年） - キム・スンデ 役 ※友情出演
- 容疑者X 天才数学者のアリバイ（2012年） - チョ・ミンボム 役[10]
- 結界の男（2013年） - ファン・マンサム検事 役 ※特別出演
- 怒りの倫理学（2013年） - パク・ミョンロク 役[11]
- パパロッティ（2013年） - イ・チャンス 役[12]
- ファイ 悪魔に育てられた少年（2013年） - ユン・キテ 役[13]
- 最後まで行く（2014年） - 主演：パク・チャンミン 役[14]
- 群盗（2014年） - イ・テギ 役[15]
- バトル・オーシャン 海上決戦（2014年） - 脇坂安治 役[16]
- 私たちは兄弟です（2014年） - 主演：パク・サンヨン 役[17]
- いつか家族に（2015年） - アンさん 役[18]
- チャンス商会〜初恋を探して〜（2015年） - キム・チャンス 役[19]
- 暗殺（2015年） - チュ・サンウク（速射砲） 役[20]
- ファウルボール（2015年） - ナレーション[21]
- お嬢さん（2016年） - 上月教明 役[22][23]
- 狩猟（2016年） - パク・ドングン／パク・ミョングン 役[24]
- プロミス〜氷上の女神たち〜（2016年） - 韓国解説者 役 ※友情出演
- 犯人は生首に訊け（2017年） - 主演：ピョン・スンホン 役[25]
- 保安官（2017年） - 主演：ク・チュンジン 役[26]
- 馬車に乗ってワイワイ（2017年） - ソ記者 役 ※特別出演
- 犯罪都市（2017年） - 広域捜査隊チーム長 役 ※友情出演
- 隊長キム・チャンス（2017年） - 主演：キム・チャンス 役[27]
- 毒戦 BELIEVER（2018年） - 主演：チョ・ウォノ 役[28]
- 工作 黒金星と呼ばれた男（2018年） - チェ・ハクソン 役[29]
- 完璧な他人（2018年） - ソクホ 役[30]
- 王と道化師たち（2019年） - 主演：ドクホ 役[31]
- パーフェクト・バディ 最後の約束（2019年） - ヨンギ 役[32]
- 権力に告ぐ（2019年） - 主演：ヤン・ミンヒョク 役[33]
- 消えた時間（朝鮮語版）（2020年） - 主演：ヒョング 役[34]
- 社外秘: 権力の誕生（朝鮮語版）（2023年） - 主演：チョン・ヘウン 役
- 警官の血（2022年）[35]

### テレビドラマ
- ロマンスハンター（2007年、tvN） - パク・チョルギ 役
- 過去を問わないで下さい（2008年、OCN） - ペ・ユング 役
- 宝くじ3人組（2008年、KBS） - パク社長 役
- ソル薬局の息子たち（2009年、KBS 2TV） - イ・ウォニョン 役
- 熱血商売人（2009年、KBS 2TV） - イ・スンギル 役
- 推奴（2010年、KBS 2TV） - クァク・ハンソム 役
- 神と呼ばれた男（2010年、MBC） - チャン・ホ 役
- 欲望の炎（2010年-2011年、MBC） - カン・ジュング 役
- 愛を信じます（2011年、KBS 2TV） - キム・チョルス 役
- 根の深い木（2011年、SBS） - ムヒュル 役
- 太陽がいっぱい（2013年、KBS 2TV） - パク・ガンゼ 役[36]
- シグナル（2016年、tvN） - イ・ジェハン 役[37]
- アントラージュ 〜スターの華麗なる人生〜（2016年、tvN） - キム・ウンガプ 役[38]
- NO WAY OUT：ザ・ルーレット（2024年、Disney+） - ペク·ジュンシク 役

### 舞台

#### 演劇
- 鉢里公主（2001年）
- 鸚鵡歌（2002年） - 虎 役
- マクベス（2003年） - 主演：マクベス 役
- ベロニカは死ぬことにした（2003年） - イゴール博士 役

#### ミュージカル
- 밟아 밟아（2004年）

### 広報
- DMZ国際ドキュメンタリー映画祭 - 広報大使（2017年）[21]

## 受賞歴
- 第18回春史大賞映画祭 - 新人男優賞（2010年、『ベストセラー』）
- 第21回釜日芸術賞 - 助演男優賞（2012年、『悪いやつら』）
- 第18回富川国際ファンタスティック映画祭 - It Star Award（2014年、『最後まで行く』）[39]
- 第35回青龍映画賞 - 助演男優賞（2014年、『最後まで行く』）[5]
- 第2回スターの夜 大韓民国トップスター賞 - 大韓民国トップ助演賞（2014年、『最後まで行く』）
- マックスムービー最高の映画賞 - 最高の助演男優賞（2015年、『最後まで行く』）
- 第51回百想芸術大賞 - 映画部門 最優秀演技賞（2015年、『最後まで行く』）[4]
- 第21回春史大賞映画祭 - 助演男優賞（2016年、『暗殺』）[40]
- 第5回APAN STAR AWARDS（2016年、『シグナル』） - 中編ドラマ部門 最優秀演技賞[41]
- tvN10アワード - 演技部門 大賞（2016年、『シグナル』）[7]
- 第1回アジア・アーティスト・アワード - ドラマ部門 大賞（2016年、『シグナル』）[6]
- 第7回韓国大衆文化芸術賞 - 国務総理表彰（2016年）[42]
- 第5回スターの夜 大韓民国トップスター賞 - トップスター賞（2016年）
- 第3回東亜ドットコム’s PICK - 金の手賞（2018年）
- 第18回フィレンツェ韓国映画祭 - フェスティバル・シネマ賞（2020年）
- 第24回ファンタジア国際映画祭 - シュヴァルノワール部門 特別言及賞（2020年、『消えた時間』）
- 第21回釜山映画評論家協会賞 - 男性演技者賞（2020年、『消えた時間』）
- 第7回韓国映画制作者協会賞 - 主演男優賞（2020年、『ブラックマネー』）
- 第40回黄金撮影賞 - 主演男優賞（2021年、『ブラックマネー』）